# Pieczęć stanowa Connecticut
Pieczęć stanowa Connecticut – jeden z symboli stanu Connecticut.

## Historia
Pierwsza pieczęć została zaproponowana przez George'a Fenwicka w 1639 roku. Była ona wówczas pieczęcią Kolonii Saybrook, przekazaną Connecticut wraz z momentem, gdy dzisiejszy stan nabył Saybrook Point od Fenwicka w 1644 roku. 9 października 1662 roku Zgromadzenie Ogólne Connecticut uchwaliło, że będzie ona przechowywana przez Sekretarza Kolonii i używana przez niego przy specjalnych okazjach. Pieczęć została zniesiona w październiku 1687 roku, kiedy Edmund Andros przejął kontrolę nad Kolonią.
25 października 1711 roku odbyło się spotkanie Gubernatora Connecticut z izbą wyższą Zgromadzenia. Uznano wówczas, że nowa pieczęć powinna nadawać się do opieczętowywania (...) oraz że należy zapewnić niezbędne wyposażenie do jej wyprodukowania tak szybko, jak to jest możliwe. Nowa pieczęć była większa oraz miała owalny kształt (wcześniejsza była w kształcie koła). Słowa motta (Qui Transtulit Sustinet) pozostały takie same, lecz liczba winorośli została zmniejszona z piętnastu do trzech, ponadto nieopodal krawędzi umieszczono słowa Sigillum Coloniae Connecticutensis („Pieczęć Kolonii Connecticut”).
Po zakończeniu wojny o niepodległość Stanów Zjednoczonych, w maju 1784 roku Zgromadzenie Ogólne poleciło Sekretarzowi Stanu Connecticut zmienić napis znajdujący się na pieczęci na „SIGILL. REIP. CONNECTICUTENSIS”, jednak ostatecznie znalazł się na niej napis „SIGILLUM REIPUBLICÆ CONNECTICUTENSIS” („Pieczęć Republiki Connecticut”). Nie było następnie żadnych zmian w wyglądzie pieczęci. Jest to jedyna nieokrągła pieczęć stanowa.

## Symbolika

### Motto
Qui transtulit sustinet (łac. Ten, kto przeszczepił, wciąż utrzymuje) to motto stanu Connecticut, znajdujące się na pieczęci stanowej.

### Winorośle
Trzy winorośle są uznawane za symbol trzech kolonii: New Haven Colony, Saybrook Colony oraz Connecticut Colony. Możliwe jest również to, że mogą one reprezentować trzy pierwsze osady Kolonii Connecticut – Windsor, Hartford i Wethersfield, gdyż New Haven i Saybrook nie chciały należeć do owej Kolonii.

## Inne wersje

Pieczęć Gubernatora Connecticut
Pieczęć Gubernatora Porucznika Connecticut
Pieczęć stanowa na Fladze stanowej Connecticut
Herb Gwardii Narodowej Connecticut
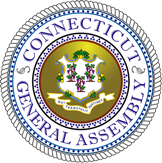
Pieczęć Zgromadzenia Ogólnego Connecticut
Pieczęć Senatu Connecticut
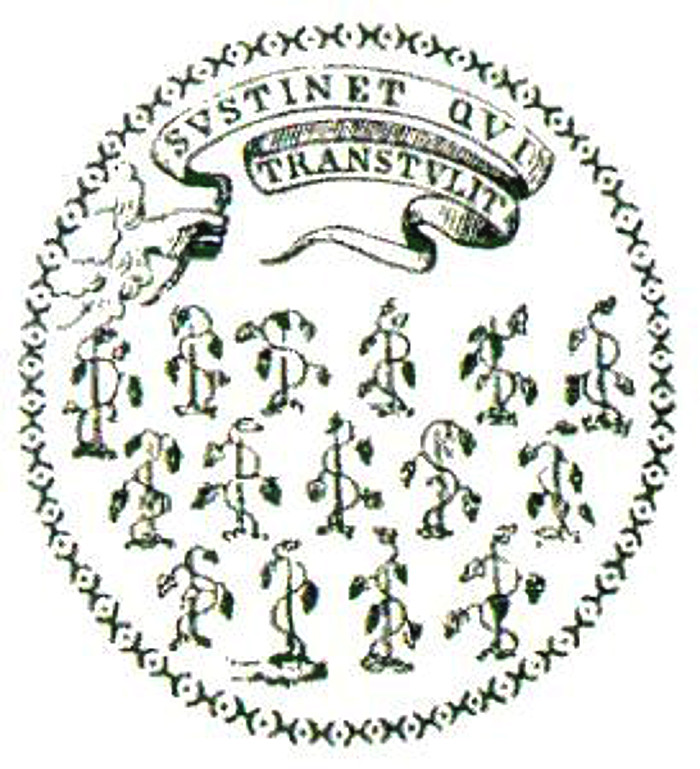
Pieczęć Connecticut w latach 1639–1687
Pieczęć Departamentu Transportu Connecticut